# Walter Nowotny
Pour les articles homonymes, voir Nowotny.
Le major Walter Nowotny (7 décembre 1920 - 8 novembre 1944) fut l'un des plus grands as de la Seconde Guerre mondiale. Avec ses 258 victoires homologuées, il se situe au cinquième rang dans la liste des pilotes de chasse de la Luftwaffe.

## Débuts tardifs
Né à Gmünd, en Autriche, le 7 décembre 1920, il ne rejoint la Luftwaffe qu'en octobre 1939. À cette époque de la guerre, la qualité de l'entraînement était encore très élevée, ce qui lui permit de bénéficier de l'une des meilleures formations jamais données à de jeunes pilotes; ceci explique aussi le fait qu'il ne rejoignit le front qu'en février 1941, lorsqu'il fut muté au JG.54 « Grünherz » (escadre de chasse 54 « Cœurs verts »).
Il devait connaître des débuts de combat mouvementés : ainsi le 19 juillet 1941, après avoir obtenu ses trois premières victoires près de l’île d'Ösel, il fut à son tour touché par le tir ennemi et dut « poser » son Bf 109 dans la Baltique. Il survécut à cet amerrissage forcé mais n'en passa pas moins trois jours sur son dinghy, ramant avec ses mains, avant de rejoindre la côte. Il lui fallut juste un an pour dépasser la barre des 50 victoires ; ce qu'il réussit le 4 août 1942 en abattant sept avions soviétiques au cours de la même journée. Exactement un mois plus tard, le 4 septembre 1942, il reçut la croix de chevalier de la croix de fer et le 25 octobre suivant il fut nommé Staffelkapitan de la 1./JG 54 ; ce qui représentait une énorme responsabilité pour un jeune homme d'à peine 21 ans.

### 1943: l'avènement d'un as
C'est à l'été 1943, que Walter Nowotny sortit de « l'anonymat » et, dès juin, il accumula les succès : 41 victoires en juin, 49 en août, 45 en septembre et 31 en octobre. Il obtint ainsi sa centième victoire le 15 juin, la 150e le 18 août et la 200e en septembre. Pour atteindre à un pareil palmarès il connut une succession de jours aux multiples victoires :
- le 08/06/1943 : 6 victoires,
- le 13/08/1943 : 9 victoires,
- le 18/08/1943 : 6 victoires,
- le 21/08/1943 : 7 victoires,
- le 01/09/1943 : 10 victoires,
- le 02/09/1943 : 6 victoires,
- le 14/09/1943 : 6 victoires,
- le 09/10/1943 : 8 victoires

Les décorations suivirent le rythme effréné de ses succès : le 4 septembre il reçut les feuilles de chêne pour sa croix de fer et le 22 du même mois il fut le 37e récipiendaire des glaives pour la croix de fer. Octobre 1943 fut pour lui le mois de tous les records: en dix jours il obtint 32 victoires et, le 14 octobre 1943, il devint le premier pilote au monde à franchir le « cap » des 250 victoires homologuées. Avec un pareil palmarès, obtenu au cours de 442 missions, il fut le huitième soldat de l'armée allemande à se voir décoré des brillants pour sa croix de fer. Il avait juste 22 ans et seuls quatre autres pilotes devaient atteindre et dépasser son score : Erich Hartmann, Gerhard Barkhorn, Günther Rall et Otto Kittel.

### 1944: la fin d'un pilote hors pair

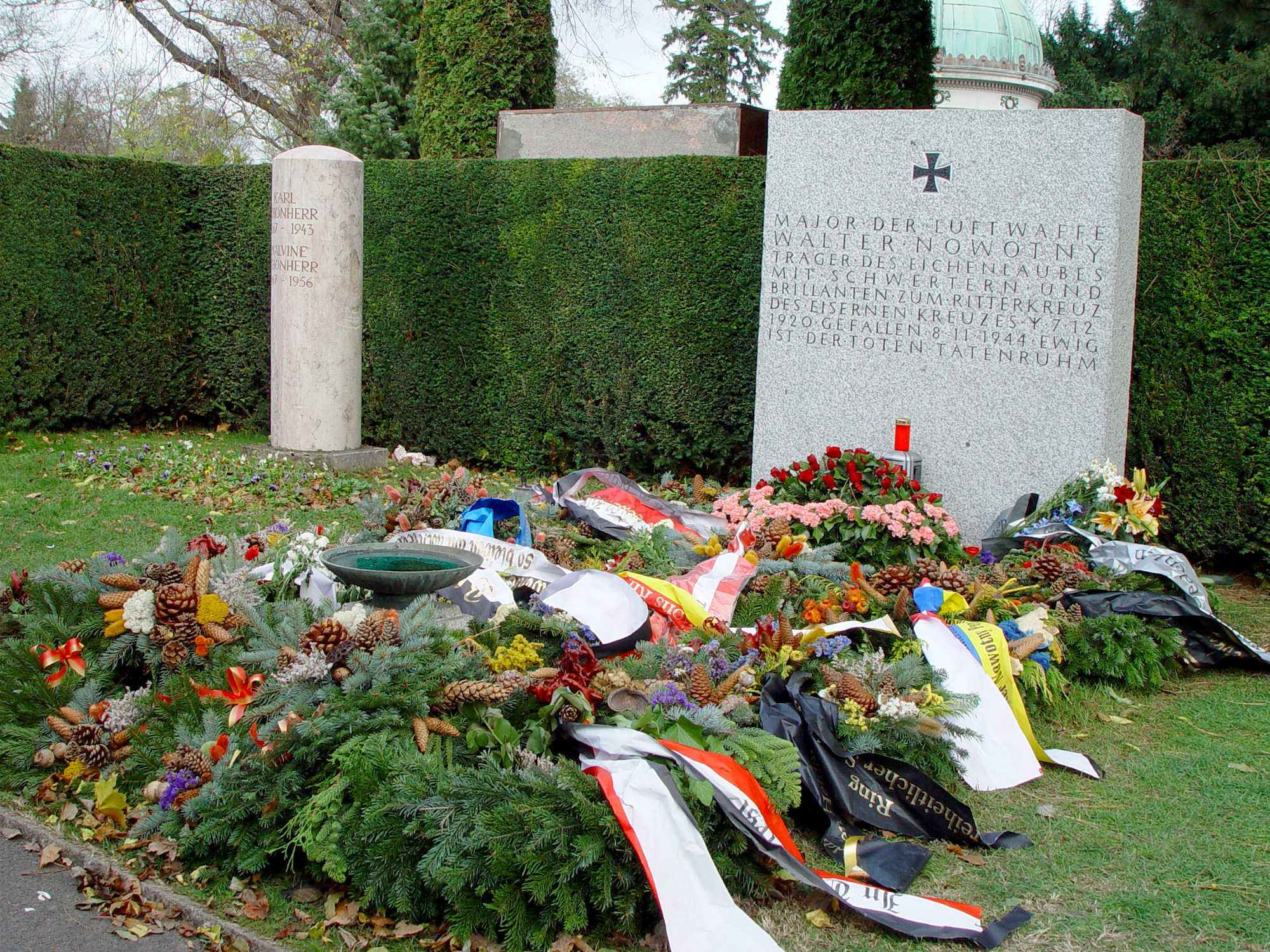
Tombe de Nowotny, à Vienne.

En février 1944, il fut nommé pour cinq mois au commandement du Schulegeschwader.101 (escadre-école 101), stationné en France. Il s'y révéla un remarquable pédagogue et plusieurs de ses élèves doivent à la qualité de son instruction et de ses conseils pratiques, non seulement de survivre aux combats futurs, mais aussi de pouvoir atteindre eux aussi au statut d'as.
Puis, en juillet 1944, il lui fut demandé de former une unité expérimentale équipée du nouveau Messerschmitt Me 262 à réaction. Il créa le Kommando Nowotny qu'il instruisit et conduisit au combat contre les bombardiers quadrimoteurs B-17 et B-24, abattant trois de ceux-ci, ses seuls succès remportés sur le front occidental.
Sa mort est sujette à controverses. Pour certains, sa mort est due à l'ailier numéro 4 de la formation de Pierre Clostermann qui l'aurait abattu le 8 novembre 1944 lors d'une « chasse au rat », pendant que Nowotny se préparait à son atterrissage. Cette version est soutenue par Clostermann lui-même (d'après le Grand Cirque, dans sa première édition), ainsi que par Edward H. Sims (dans son livre Fighter tactics and strategy 1914-1970). Néanmoins, selon le Grand Cirque 2000 (nouvelle édition revue et complétée du livre précédemment cité), il semble que Nowotny ait en réalité attrapé un oiseau dans le réacteur de son Me 262 après une attaque de bombardiers américains ; des P-51 Mustang l'abattirent alors qu'il tentait de regagner la base avec son appareil en feu.
Dans le livre Le premier des aigles, son frère, citant le récit de Karl Schnörrer, l'adjoint de Walter raconte qu’après avoir décollé sous les yeux des généraux Galland et « K » (général d'armée aérienne non identifié dans le livre) en dépit de l'interdiction de vol qui le frappait il abat un quadrimoteur américain avant de jurer contre ses turbines. Une « nuée » de Mustang et de Thunderbolt se serait alors ruée pour abattre le Me 262 en panne. N'ayant pas réussi à évacuer son appareil, W. Nowotny s'écrasa avec lui.
Dans son livre Jusqu'au bout sur nos Messerschmitt, le général Galland dit à peu près la même chose sans mentionner son éventuelle présence sur les lieux : « Revenant d'une mission de combat, Nowotny fut abattu à la verticale du terrain par une meute de Mustang et de Thunderbolt ».
Nowotny a droit à des funérailles d'État à Vienne et est inhumé dans le carré des héros au cimetière central de la ville.

### 2003: suppression du statut de citoyen d'honneur
En 2003, le conseil municipal de Vienne a pris la décision, malgré l'opposition d'une partie de ses membres, de lui retirer son statut de citoyen d'honneur de la ville de Vienne et de retirer sa tombe du carré des héros, 59 ans après sa mort,, David Ellensohn, conseiller municipal et membre du parti écologiste, expliquant que Nowotny « ne se battait pas pour son pays, pour l'Autriche, mais se battait pour le Troisième Reich ».

## Décorations
- Ordre de la Croix de la Liberté 1re Classe[5]
- Ehrenabzeichen der finnischen Luftwaffe[5]
- Insigne de pilote-observateur en or avec diamants[5]
- Médaille du Front de l'Est[5]
- Insigne de combat de la Luftwaffe pour pilote de chasse en or avec fanion « 400 » (17 mai 1942)[5]
- Ehrenpokal der Luftwaffe (14 juillet 1942)[5]
- Insigne des blessés (1939) en noir[5]
- Bague d'honneur de la ville de Vienne (11 janvier 1944)[6]
- Croix de fer (1939)
  - 2e classe
  - 1re classe[5]
- Croix allemande en or le 21 août 1942 en tant que Leutnant dans la I./JG 54[7]
- Croix de chevalier de la croix de fer avec feuilles de chêne, glaives et brillants
  - Croix de chevalier le 4 septembre 1942) en tant que pilote dans la 3./JG 54[8][Notes 1],[10]
  - 293e feuille de chêne le 4 septembre 1943 en tant que Staffelkapitän de la 1./JG 54[9]
  - 37e glaives le 22 septembre 1943) en tant que Gruppenkommandeur de la I./JG 54[9]
  - 8e brillants le 19 octobre 1943 en tant que Gruppenkommandeur de la I./JG 54[9]
- Mentionné six fois dans le bulletin quotidien radiophonique de l'armée Wehrmachtbericht